# 송철호
송철호(宋哲鎬, 1949년 6월 22일~)은 대한민국의 변호사이자 제7대 울산광역시장을 지냈던 정치인이다. .

## 생애
1949년 6월, 부산광역시 중구 보수동에서 태어났다. 초등학교 1학년 때 어머니를 잃고, 생계가 힘들어지자 형 송정호와 함께 전라북도 익산의 할머니 집에 맡겨졌다. 익산에서 초등학교와 중학교를 졸업했고, 아버지의 형편이 좋아지자 다시 부산으로 돌아왔다. 1980년대와 1990년대의 권위주의 시절에 울산을 대표하는 1세대 인권변호사 출신으로 현대자동차와 현대중공업 노조의 변호를 맡았고, 이 때 노무현과 문재인 변호사와 함께 부산과 울산 지역에서 인권변호사로 활동했다.
노무현 정부에서 제7대 국민고충처리위원회 위원장을 지냈다. 선거에서 8번이나 낙선하였으나 9번째 도전에서 민선 7기 울산광역시장에 당선되었다. 일명 ‘청와대 하명수사’와 관련하여 공직선거법 위반으로 기소되었으며, 2022년 제8회 전국동시지방선거에서 더불어민주당 울산광역시장 후보로 공천되어 재선에 도전하였으나, 2위를 기록하여 국민의힘 김두겸 후보에게 95,133표 차로 패배, 재선에 실패하였고, 2022년 6월 30일 민선 7기 울산광역시장에서 퇴임하였다.

## 학력
- 이리팔봉국민학교 졸업
- 남성중학교 졸업
- 부산고등학교 졸업
- 1968년 고려대학교 법과대학 행정학 학사
- 1976년 울산대학교 정책대학원 행정학 석사

## 경력
- 1982년: 제24회 사법시험 합격
- 1985년: 제14기 사법연수원 수료
- 1987년: 현대중공업노동조합 고문변호사
- 1987년: 현대자동차노동조합 고문변호사
- 1988년: 울산노동법률상담소 소장
- 1992년~1995년: 민주당 울산광역시 지부 울산시 중구 지구당위원장
- 1994년: 울산지방변호사회 인권위원회 위원장
- 1995년: 울산광역시 쟁취시민운동본부 상임본부장
- 1995년~1997년: 통합민주당 울산광역시 지부 울산시 중구 지구당위원장
- 1997년: KTX울산역 추진위원회 공동대표
- 1999년 4월: 울산YMCA 이사장
- 2002년: 민주노동당 울산광역시 지부 고문
- 2004년: 열린우리당 울산광역시당 위원장
- 2004년: 울산국립대설립범시민추진단 공동대표
- 2005년 4월~2007년: 제7대 국민고충처리위원회 위원장(장관급)
- 법무법인 정우 변호사
- 2012년~2013년: 민주통합당 울산광역시당 중구 지역위원회 위원장
- 2013년~2014년: 민주당 울산광역시당 중구 지역위원회 위원장
- 2014년: 새정치민주연합 울산광역시당 중구 지역위원회 위원장
- 2017년 11월~2018년 3월: 대통령직속 지역발전위원회 고문
- 2018년 3월: 대통령직속 국가균형발전위원회 고문
- 2018년 4월~2018년 6월: 더불어민주당 울산광역시장 후보
- 2018년 7월~2022년 6월: 제7대 울산광역시장(민선 7기, 더불어민주당, 초선)
- 2020년~2021년: 제1대 영남권 미래발전협의회 회장

## 역대 선거 결과
|  | 15.42% |

|  | 35.73% |

|  | 39.44% |

|  | 38.16% |

|  | 43.61% |

|  | 37.51% |

|  | 44.18% |

|  | 40.64% |

|  | 52.88% |

|  | 40.21% |

## 소속 정당
| 소속 정당 | 소속 정당      | 소속 기간 | 비고           |
| --------- | -------------- | --------- | -------------- |
|           | 민주당         | 1992~1995 | 정계 입문      |
|           | 통합민주당     | 1995~1996 | 합당           |
|           | 민주당         | 1996~1997 | 당명 변경      |
|           | 무소속         | 1997~2002 | 탈당           |
|           | 민주노동당     | 2002~2003 | 입당           |
|           | 무소속         | 2003      | 탈당           |
|           | 열린우리당     | 2003~2005 | 창당           |
|           | 무소속         | 2005~2007 | 탈당           |
|           | 대통합민주신당 | 2007~2008 | 입당           |
|           | 통합민주당     | 2008      | 합당           |
|           | 무소속         | 2008~2011 | 탈당 정계 은퇴 |
|           | 민주통합당     | 2011~2013 | 복당 정계 복귀 |
|           | 민주당         | 2013~2014 | 당명 변경      |
|           | 새정치민주연합 | 2014      | 합당           |
|           | 무소속         | 2014~2017 | 탈당           |
|           | 더불어민주당   | 2017~현재 | 복당           |

## 같이 보기
- 울산광역시장
- 국민고충처리위원회 위원장